# Marwin Studtrucker
Marwin Studtrucker (* 29. April 1990 in Hagen) ist ein ehemaliger deutscher Fußballspieler. Er spielte im Angriff.

## Verein
Studtrucker gelangte über die Jugendmannschaften der Amateurvereine TuS Asemissen und SV Werl-Aspe in die Jugendabteilung von Arminia Bielefeld. Zur Saison 2010/11 erhielt er einen Profivertrag bei Arminia Bielefeld, für den er sich durch gute Leistungen in der 2. Mannschaft der Arminia empfohlen hatte.
Sein Zweitligadebüt gab Studtrucker am 29. August 2010 während des Heimspiels gegen Energie Cottbus, bei dem er von Trainer Christian Ziege in der 83. Spielminute für Markus Schuler eingewechselt wurde. Im Januar 2011 wurde Studtrucker, aufgrund des großen Kaders der Profimannschaft und um die Regionalligamannschaft zu stärken, in die zweite Mannschaft zurückversetzt.
Zur Saison 2011/12 wechselte Studtrucker zum Regionalligisten SC Wiedenbrück 2000. Im Sommer 2014 wechselte er zu Rot-Weiss Essen. Mit Essen gewann er 2015 und 2016 den Niederrheinpokal. Zur Saison 2016/17 wechselte er in die Regionalliga Südwest zum 1. FC Saarbrücken.
Nach langer Verletzungspause kehrte Studtrucker im Sommer 2018 zum SC Wiedenbrück zurück. Doch schon nach dem ersten Spiel riss er sich das Kreuzband und fiel bis zum Saisonende aus und konnte den Abstieg der Wiedenbrücker nicht verhindern. 
Zur Saison 2019/20 wechselte Studtrucker zur SG Wattenscheid 09. Nachdem der Spielbetrieb der Herrenmannschaft am 23. Oktober 2019 eingestellt worden war, wurden die Spieler vom insolventen Verein freigestellt. Bis dahin hatte er in 13 Regionalligaspielen vier Tore erzielt.
Im Januar 2020 verpflichtete ihn der Regionalligist Wuppertaler SV. Nach seiner Vertragsauflösung in Wuppertal, wechselte er am 1. Februar 2021 zum Ligakonkurrenten Alemannia Aachen. Studtrucker absolvierte 13 Ligaspiele und erzielte dabei einen Treffer für die Alemannia, er erreichte zudem mit der Mannschaft das Finale im Mittelrheinpokal 2020/21, welches jedoch mit 0:2 gegen Viktoria Köln verloren wurde. Nach nur fünf Monaten trennten sich die Wege von Spieler und Verein wieder. 
Im Juli 2021 schloss sich Studrucker der SpVg Schonnebeck in der Oberliga Niederrhein, dort unterschrieb er einen Vertrag bis zum 30. Juni 2023. Anschließend beendete er seine Spielerkarriere und ist seitdem als Co-Trainer für den Verein tätig.

## Familie
Studtruckers Vater ist der Fußballer Stefan Studtrucker, der ebenfalls Stürmer war und den Großteil seiner Karriere für Arminia Bielefeld gespielt hat.

## Erfolge
- Meister der Regionalliga Südwest 2018 mit dem 1. FC Saarbrücken
- Niederrheinpokalsieger 2015 und 2016 mit Rot-Weiss Essen